# جون ديركس
جون ديركس (بالإنجليزية: John Dierkes)‏ مواليد 10 فبراير 1905 - الوفاة 08 يناير 1975، هو ممثل أمريكي.

## الأعمال
- شيء من عالم آخر
- شين
- إقناع ودي
- آلامو
- الدفن قبل الأوان
- الكاردينال

## روابط خارجية
- جون ديركس على موقع IMDb (الإنجليزية)
- جون ديركس على موقع ألو سيني (الفرنسية)
- جون ديركس على موقع أول موفي (الإنجليزية)
- جون ديركس على موقع قاعدة بيانات الأفلام السويدية (السويدية)
- جون ديركس على موقع قاعدة بيانات الفيلم (الإنجليزية)
- جون ديركس على موقع كينوبويسك (الروسية)